# دوالمیال
دوالمیال (به انگلیسی: Dulmial) یک روستا در پاکستان است که در ناحیه چکوال واقع شده‌است. دوالمیال ۳۰٬۰۰۰ نفر جمعیت دارد.